# Стара Потьма (Краснослободський район)
Стара Потьма́ (рос. Старая Потьма, ерз. Сире Потма) — присілок у складі Краснослободського району Мордовії, Росія. Входить до складу Єфаєвського сільського поселення.
Населення — 25 осіб (2010; 36 у 2002).
Національний склад (станом на 2002 рік):
- мокшани — 100 %